# Калужнин, Василий Павлович
Василий Павлович Калужнин (19 (31) мая 1890 Бондари, Тамбовская область — 23 апреля 1967 Ленинград) — русский художник, график, член объединения «Круг художников».

## Биография
Родился в селе Бондари Тамбовской губернии.
С 1905 года учился живописи в Москве у Л. О. Пастернака, В. Н. Мешкова.
В середине 1920-х посещал АХ-ВХУТЕМАС как вольнослушатель. Участник выставок с 1916 года.
После 1917 принимал участие в реализации Плана монументальной пропаганды, оформлял праздничные шествия и демонстрации.
В 1919—1922 заведующий сектором изобразительного искусства губернского отдела народного образования в Твери.
С 1923 года жил в Петрограде-Ленинграде. В 1927—1929 член и экспонент объединения «Круг художников».
С 1932 член Союза художников, в 1937 году был исключен «за формализм», с тех пор в официальной художественной жизни не участвовал.
В начале Великой Отечественной войны участвовал в эвакуации картин Государственного Эрмитажа. Жил и работал в блокадном Ленинграде. В военное время служил художником-оформителем в Доме офицеров.
В послевоенные годы преподавал в Ленинградской средней художественной школе.
Жил в коммунальной квартире на Литейном проспекте, в доме 16. Умер в больнице на улице Чайковского.

## Творчество
Работал в основном сангиной и углем в графике, в живописи — темперой и маслом. В ранних работах преобладают темы театра и балета, обнаженной натуры, портрета. В живописи — виды Петербурга. Особое место в творчестве занимают работы, связанные с эпохой Возрождения (образы Данте Алигьери, Леонардо до Винчи). Создавал эскизы театральных костюмов, работал над темой индустриализации (например, метростроения).
Известен портрет Анны Ахматовой, работы Калужнина (бумага, уголь, 1920-е), называемый также «Ахматова-Данте».
В годы Блокады Ленинграда создавал пейзажи осажденного города. Много работал над темой «Эвакуация Эрмитажных картин».
В 1950—1960-е годы много работает в живописи, создает работы, посвященные Великой Отечественной войне. Пишет пейзажи (Петербурга и Мурманска), натюрморты («Цветы за занавеской», «Натюрморт со скрипкой»), сцены городской жизни.

## История сохранения наследия
После смерти художника его наследие могло исчезнуть, оказавшись никому не нужным. Спас работы Владимир Васильевич Калинин, друг Калужнина, в то время директор Музея прикладного искусства ЛВХПУ им. В. И. Мухиной, сохранивший графику и живопись в здании музея.
Затем наследие Калужнина сохранял его друг и ученик, художник, мастер декоративно-прикладного искусства Юрий Исаакович Анкундинов, перевезший его работы в Мурманск.
В 1985 году судьбой художника заинтересовался писатель Семен Борисович Ласкин, узнавший о Калужнине от искусствоведа Бориса Давыдовича Суриса. Ласкин, открывший наследие художника широкой публике, в 1991 году выпустил роман «…Вечности заложник», посвященный Василию Калужнину.
Работы хранятся в Государственной Третьяковской галерее, Государственном Русском музее, Музее Анны Ахматовой в Фонтанном Доме